# Marina Genschow

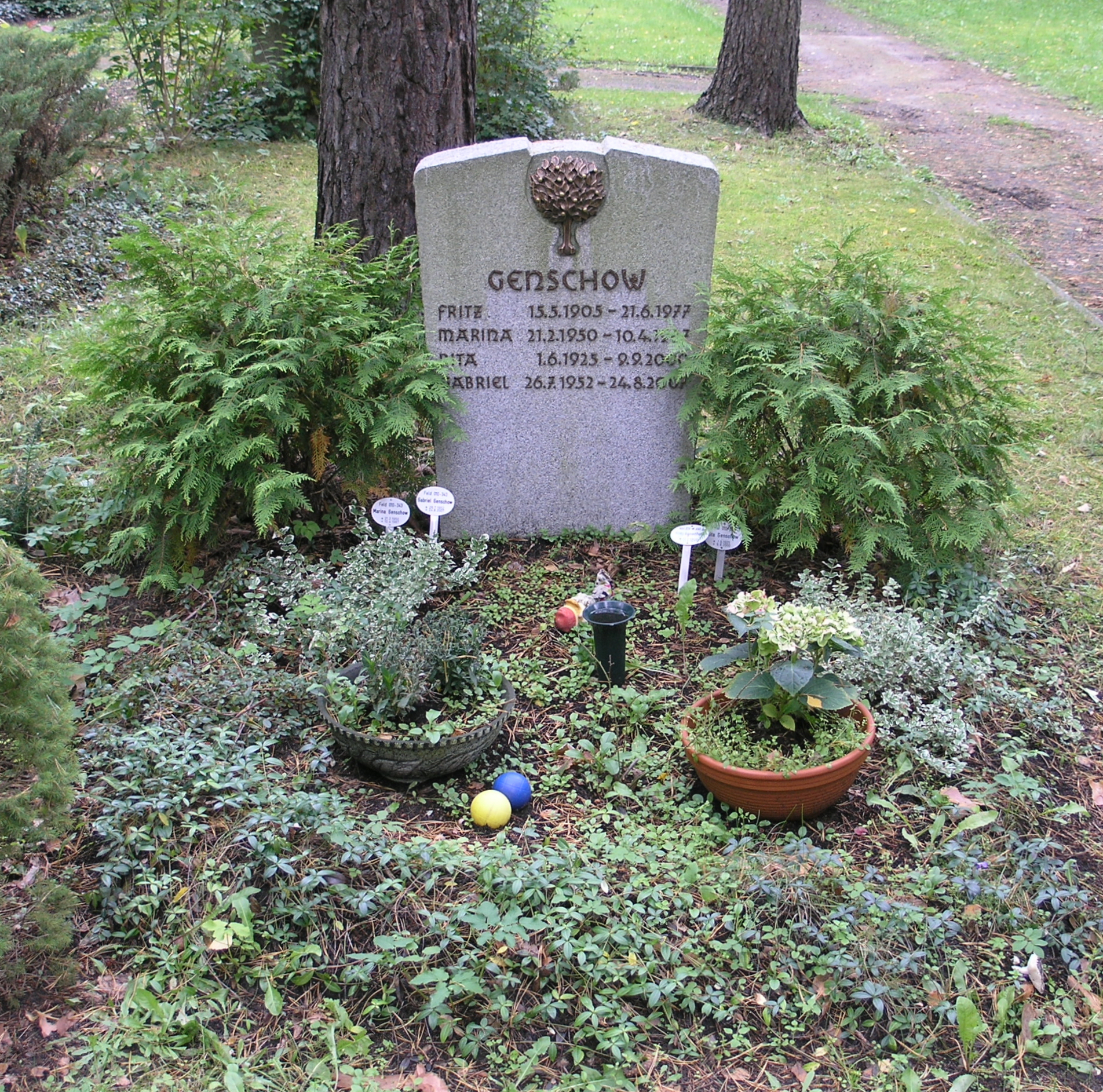
Grabstätte, Potsdamer Chaussee 75, in Berlin-Nikolassee

Marina Genschow (* 21. Februar 1950 in Berlin; † 10. April 1987) war eine deutsche Schauspielerin und Synchronsprecherin.

## Leben
Die Tochter des Schauspielers und Regisseurs Fritz Genschow und der Schauspielerin Rita Genschow wirkte schon als Kind bei Aufführungen ihres Vaters mit. Im Titania-Palast in Berlin stand sie bei Inszenierungen von Peterchens Mondfahrt, Hänsel und Gretel, Rotkäppchen und Der vertauschte Prinz auf der Bühne.
An der Freien Universität studierte sie nach dem Abitur Germanistik und absolvierte eine Ballett- und Schauspielausbildung. Seit 1973 agierte sie an verschiedenen Berliner Theatern, vor allem an der Freien Volksbühne, am Renaissance-Theater, am Theater des Westens und am Hansa-Theater.
Die schlanke blonde Schauspielerin wirkte in Fernsehproduktionen mit und übernahm 1984 die Hauptrolle in dem Märchenfilm Schneeweißchen und Rosenrot, zu dem sie auch das Drehbuch beigesteuert hatte. Sie war Teilhaberin der Fritz-Genschow-Film-GmbH und eine vielbeschäftigte Synchronsprecherin. Unter anderem lieh sie ihre Stimme Jane Birkin in Tod auf dem Nil und Audrey Landers in Dallas.
Marina Genschow verstarb am 10. April 1987 im Alter von 37 Jahren.

## Filmografie
- 1974: Tatort: Mord im Ministerium
- 1974: Tatort: Kneipenbekanntschaft
- 1976: Pension Schöller (Rolle: Friederike Pfeider)
- 1976: Den lieben langen Tag (Fernsehserie)
- 1976: Aus dem Logbuch der Peter Petersen (Fernsehserie)
- 1977: Direktion City (Fernsehserie), 7. Episode der 2. Staffel: Heiße Puppen
- 1977: Die drei Klumberger (Fernsehserie in 13 Episoden) (Rolle: Gabi Bast, in 4 Episoden)
- 1977: Pfarrer in Kreuzberg
- 1977: Ali und Helga
- 1978: Die Sonnenschein-GmbH (Fernsehen)
- 1979: Kommissariat 9, 12. Episode der 2. Staffel: An der richtigen Quelle (Rolle: Inge Likat)
- 1979: Kinderparty (Fernsehen)
- 1979: St. Pauli-Landungsbrücken (Fernsehserie)
- 1981: Onkel & Co (Fernsehserie), Episode 1: Die geklaute Miß (119 Minuten; Rolle: Miß Wuppertal)
- 1982: Der Auslöser (Fernsehfilm) (Rolle: Doris)
- 1984: Rummelplatzgeschichten (Fernsehserie)
- 1984: Schneeweißchen und Rosenrot (auch Drehbuch)
- 1986: Detektivbüro Roth (Fernsehserie), Episode 18: Der falsche Neffe